# تمويل جماعي
التمويل الجماعي (بالإنجليزية: Crowd funding)‏ هو مصطلح يعبر عن العملية الجماعية والتعاونية، المبنية على الثقة وشبكة العلاقات بين الأفراد الذين يجمعون الأموال والموارد الأخرى سويا، غالباً عبر الإنترنت بهدف دعم جهود مقدمة من افراد أو منظمات أخرى. تتم عملية التمويل الجماعي بهدف دعم العديد من الأهداف؛ منها على سبيل المثال عمليات الإغاثة في حالات الكوارث، صحافة الشارع، دعم الفنانين الذين يحتاجون للدعم من المعجبين، دعم الحملات الانتخابية، تمويل الشركات الناشئة، الأفلام، المشاريع الصغيرة، أو إنشاء برامج مجانية.

## نشأة الفكرة
بدأت الفكرة تلوح في الأفق منذ العام 2008 وكان من شأنها تغيير العالم، وتبديل قواعد اللعبة المالية، إنها تلك المواقع التي جاءت كمتنفس للمبدعين، ورواد الأعمال لانها ساهمت أولا في زيادة حريتهم المالية، وثانيا خلصتهم من سلطة المستثمرين والبنوك التجارية هذا ولا ننسى أن بعض المشاريع لم تكن لترَى النور لولا هذه الفكرة العبقرية.

## التطبيقات المعاصرة
يستخدم التمويل الجماعي كآلية تمويل للأعمال الإبداعية مثل التدوين والصحافة، الموسيقى، الأفلام المستقلة، وأيضاً لدعم الشركات الناشئة.

و قد انشأت أحد الشركات اللامعة في مجال التمويل الجماعي والعاملة في مجال تمويل الأفلام سبانر فيلمز بعمل دليل مفيد لتنفيذ مبادرات التمويل الجماعي. كما قامت روكيت هب (أحد منصات الإبداع) التي برزت بدمج التمويل التقليدي للأعمال الإبداعية مع التمويل الجماعي لمساعدة الفنانين ورواد الأعمال على الاجتماع والعمل سويا بدون مساعدة طرف ثالث «وسيط».

## الملكية الفكرية ومواقع التمويل الجماعي
أحد التحديات التي تواجه مشاركة الأفكار الجديدة على مواقع التمويل الجماعي هي عدم وجود حماية للملكية الفكرية (أو وجودها لكن بحدود قليلة لا تحمي الفكرة كلياً) على الأفكار المشاركة من هذه المواقع بحد ذاتها. وبسبب ذلك، فعند مشاركة فكرة على أحد هذه المواقع فمن المحتمل ان تُسْرَق هذه الأفكار. يقول سلافا روبن مؤسس موقع اندي جوجو: "نسأل عن هذا الأمر طوال الوقت، كيف ستحمونني من شخص يحاول سرقة فكرتي؟, نحن غير مسؤولون قانونياً عن هذه الأمور.", وبالمقابل، يدافع أصحاب الشركات الناشئة مثل سيمون براون مؤسس الشركة البريطانية المقر «جمعية المبتكرين المتحدين» قائلاً إنه من الممكن حماية الأفكار على مواقع التمويل الجماعي من خلال تعبئة نموذج حماية الملكية الفكرية مبكراً، واستخدام حق النشر والتأليف والعلامات التجارية وأيضا استخدام الصيغة الجديدة لحماية الأفكار المقدمة من المنظمة العالمية للملكية الفكرية والتي تدعى "كرياتف باركود".

## المحاسن والمساوئ
يدافع المناصرون عن منهج التمويل الجماعي موضحين أنه يسمح للأفكار التي لا تصل للمستوى الذي يرضي المستثمرين بالنجاح وتحقيق الربح المادي من خلال ثقة وحكمة الجمهور، وإذا كان الجمهور قد اعجب بهذه الفكرة، فباستطاعة الشركة أن تحصل على تمويل لتبدأ بمشروعها، وكذلك بإمكانها أن تحصل على دعم من الزبائن المستقبليين وكذلك تسويق هؤلاء الزبائن لمنتجاتها تطوعاً ومن باب إعجابهم بالفكرة.

وفي مقابل هذه المحاسن فهناك سيئة، إذ إنه لابد من الكشف عن فكرة المشروع في فترة مبكرة من عمر المشروع، الأمر الذي يجعل صاحب الفكرة يخاطر بفكرته بأن تسرق وأن تطور بشكل أفضل من قبل مستثمرين أكثر استقراراً مادياً.

## مواقع التمويل الجماعي
أحد التقنيات المستخدمة في التمويل الجماعي تتم عبر الويب أو مواقع الإنترنت لتمويل مشروعات أو منتجات خاصة بالأفراد الذين لا يجدون سوقا لمنتجاتهم وإبداعاتهم، في العالم العربي يوجد أكثر من منصة موقع ويب تدعم المشاريع والمنتجات من خلال خاصية التمويل الجماعي أو التمويل التشاركي تمويل جماعي، حتى يستطيع الأفراد دعم الأفكار التي تجذب انتباههم من خلال تلك المواقع. من تلك المواقع في العالم العربي: أفلامنا، كراودسواي، يُمكن ، ذومال.